# 博塞神学院

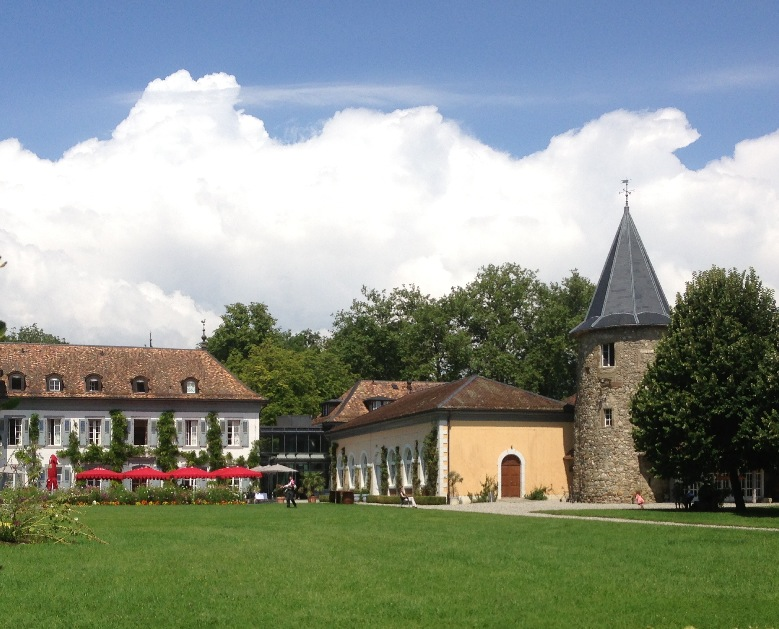
博塞城堡

博塞神学院（Institut œcuménique de Bossey）是世界基督教会联合会的基督教研究所，成立于1946年，位于瑞士日内瓦附近的博吉斯-博塞和塞利尼村之间的博塞城堡。该院提供各种神学学术课程和课程，包括基督教研究、宗教间对话和牧师事工的研究生课程，学位由日内瓦大学认证。

## 学术课程
- 普世研究补充证书：为期一学期的学术课程，适合拥有基督教神学或相关学科学士学位的学生。该课程通过日内瓦大学认证，为30ECTS学分。[1]
- 普世研究高级研究证书：为期一学期的学术课程，适合拥有基督教神学或相关学科学士学位的学生。该课程通过瑞士高等教育继续教育计划认证，为25ECTS学分。[2]
- 跨宗教研究高级研究证书：六周课程，面向希望参与宗教间对话的年轻人。根据瑞士大学校长会议的要求，该课程通过日内瓦大学通过瑞士高等教育继续教育计划认证，为10ECTS学分。[3]
- 普世研究高级研究硕士：两学期学术课程，面向拥有基督教神学或相关学科大学硕士学位的学生。该课程通过日内瓦大学认证，为60ECTS学分。[4]